# Izabella
Izabella est un prénom hongrois féminin.

## Étymologie
Variante hongroise d'Isabelle, ou également en  tant que dérivé du nom hongrois d'origine biblique Izebel ou Jézabel.

## Équivalents
- Isabelle
- Jézabel